# Exotela arunci
Exotela arunci är en stekelart som beskrevs av Griffiths 1967. Exotela arunci ingår i släktet Exotela och familjen bracksteklar. Inga underarter finns listade i Catalogue of Life.